# Municipio de Finley (Dakota del Norte)
El municipio de Finley (en inglés: Finley Township) es un municipio ubicado en el condado de Steele en el estado estadounidense de Dakota del Norte. En el año 2010 tenía una población de 52 habitantes y una densidad poblacional de 0,62 personas por km².

## Geografía
El municipio de Finley se encuentra ubicado en las coordenadas 47°32′25″N 97°46′56″O / 47.54028, -97.78222. Según la Oficina del Censo de los Estados Unidos, el municipio tiene una superficie total de 84.08 km², de la cual 83,89 km² corresponden a tierra firme y (0,23 %) 0,2 km² es agua.

## Demografía
Según el censo de 2010, había 52 personas residiendo en el municipio de Finley. La densidad de población era de 0,62 hab./km². De los 52 habitantes, el municipio de Finley estaba compuesto por el 100 % blancos. Del total de la población el 0 % eran hispanos o latinos de cualquier raza.